# 友誼支路
友誼支路是中華人民共和國上海市寶山區一條南北走向道路，北起富錦東路，南至寶楊路，全長1270米，寬22米，道路始建於1926年，友誼支路的友誼路以南路段原本為石皮路，1963年加寬改建為煤屑路。1981年，烈士路併入友誼支路。1985年，道路向北延伸。沿途有寶山烈士陵園。